# Zhenghe

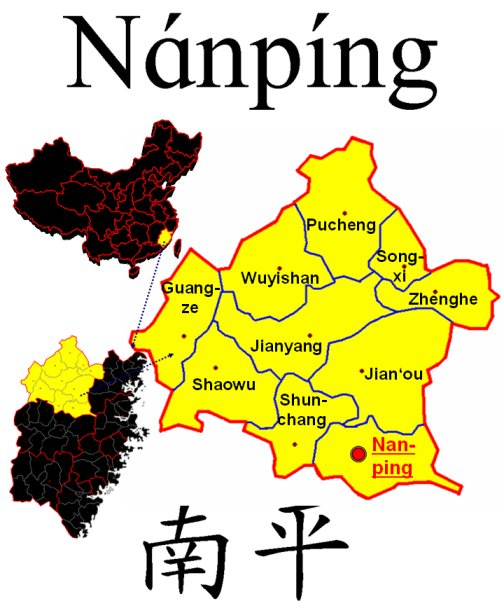
Kreisebene der bezirksfreien Stadt Nanping

Zhenghe (chinesisch 政和县, Pinyin Zhènghé Xiàn) ist ein Kreis der bezirksfreien Stadt Nanping in der chinesischen Provinz Fujian. Er hat eine Fläche von 1.744 km² und zählt 179.413 Einwohner (Stand: 2020). Sein Hauptort ist das Straßenviertel Xiongshan (熊山街道).